# Snow Bros.
Snow Bros. (スノーブラザーズ?, Sunō Burazāzu), sottotitolato Nick & Tom nell'originale, è un videogioco arcade a piattaforme prodotto nel 1990 da Toaplan e distribuito negli Stati Uniti d'America da Romstar. Venne convertito ufficialmente per le console NES, Sega Mega Drive e Game Boy. I protagonisti Nick e Tom sono due pupazzi di neve viventi che hanno la capacità di intrappolare i nemici all'interno di palle di neve.

## Trama
A Whiteland brama la pace, fino a quando il malvagio Re Artich (Re Scorch, nella versione per NES) del Regno di Hotteda porta terrore su tutto il regno grazie ai suoi scagnozzi e maledice il posto con nevicate perenni trasformando il regno in Snowland. I principi del regno, Nick e Tom, vengono maledetti e trasformati in ometti simili a pupazzi di neve, mentre le principesse PuriPuri e PuchiPuchi (Tina e Teri in video NES) vengono rapite e imprigionate nel palazzo Hotteda, dimora del Re, alto 50 piani. Nick e Tom devono salire fino all'ultimo piano, sconfiggere le Rock Bubbles, liberare le principesse, spezzare la maledizione e riportare la pace a Whiteland.

## Modalità di gioco
Il gioco è simile al famoso Bubble Bobble. Si svolge su 50 livelli (detti piani) divisi in cinque stage da 10 livelli ciascuno.  Ogni livello è formato da una singola schermata fissa con diversi ripiani e infestato di mostriciattoli. Per superare un livello bisogna eliminare tutti i nemici comuni presenti imprigionandoli in palle di neve. Alla fine di ogni stage bisogna affrontare un boss per poter proseguire nel gioco: l'unico modo per eliminare i boss è lanciar loro le palle di neve coi nemici comuni imprigionati.
Le palle di neve possono essere lanciate ad alta velocità lungo i ripiani fino a distruggersi contro le pareti. Ogni mostriciattolo colpito da una palla vagante si trasforma in un delizioso sushi giapponese. Oltre ai sushi, se si uccidono più nemici con una sola palla vagante, si possono trovare quattro lanterne (o ampolle) magiche di diverso colore:
- Rossa: aumenta la velocità del personaggio;
- Gialla: aumenta la gittata dell'arma;
- Blu: aumenta la potenza dell'arma, consentendo di imprigionare i nemici in meno tempo;
- Verde: conferisce un'invincibilità momentanea (15 secondi circa), trasformando il personaggio in una sorta di pallone in grado di muoversi in tutte le direzioni e uccidere i nemici al solo contatto.

L'effetto delle lanterne rossa, gialla e blu svanisce perdendo la vita ossia quando si viene a contatto con un nemico non ancora imprigionato (totalmente o parzialmente) in una palla di neve oppure se si viene colpiti dalle armi dei nemici.
I livelli senza boss devono essere terminati entro un tempo di circa 40 secondi, trascorso il quale entra in scena la Pumpkin Head, una zucca invulnerabile che inseguirà il protagonista sputando dei fantasmi di melma chiamati Slime Ghost fino a fargli perdere la vita (può però essere neutralizzata con la lanterna verde, ma non gli Slime Ghost). Una partita consta in genere inizialmente di 3 vite.

### Punteggi e bonus
- Vengono assegnati 10 punti per ogni colpo inferto ad un avversario se non è completamente coperto dalla neve;
- Prendendo i sushi si ottiene un bonus variabile da 200 a 2000 punti;
- Se si riesce ad eliminare tutti i nemici di un livello lanciando una sola palla, dall'alto cadranno alcune banconote rosse da 10.000 punti l'una;
- Un bonus notevole può essere ottenuto nei livelli 24, 26 e 28, dove apparirà in alto un lottatore di sumo chiamato Doskoi che lancia sfere infuocate (non è indispensabile la sua eliminazione). Il giocatore può ucciderlo solo imprigionando altri nemici in palle di neve e usando queste come sostegni per salire sulle piattaforme non raggiungibili con un semplice salto, oppure piombandogli addosso una volta presa la lanterna verde. A quel punto il corpo del lottatore si trasformerà in una banconota blu da 10.000 punti.

Al raggiungimento di 100.000 punti si riceve una vita aggiuntiva. Talvolta anziché trovare sushi o pozioni è possibile che compaia un cerchio con una faccina sorridente all'interno simile all' immagine in alto vicino alle vite. Si tratta di un power-up che cristallizza il la scena per alcuni secondi facendo apparire 4 strane palline blu (o rosse, se prese da Tom) che si muovono chiamate Bonus-Kun . Se si riesce a coprirle di neve e a lanciarle si ottiene una delle quattro lettere formanti la parola SNOW; quando la parola sarà composta si avrà diritto ad un'ulteriore vita. 

### Nemici comuni
Nel gioco si trovano molti nemici, ognuno con diverse abilità:
- Titchi: un mostriciattolo rosso, simile a un diavoletto; è grassottello e lento. La sua abilità è possibile solo nei pendii e consiste nell' appallottolarsi e rotolare giù dalle pareti ripide. Riappare nel livello 40 con i Big Nose, ma di un colore violastro: qui infatti è chiamato Purple Titchi.
- Boodoro: un nemico giallo e verde simile a un miscuglio tra una scimmia e un Troll, che riesce a compiere grandi salti e discese.
- Botchan: una specie di rana umanoide che sputa proiettili di fuoco orizzontalmente o verso il basso.
- Komataro: una creatura pelosa blu capace di ruotare così velocemente da trasformarsi in un tornado rosso e diventare immune ai colpi di neve lanciati dal personaggio. Inoltre può lanciare Shuriken.
- Sarada: un nemico con pelliccia bianca simile al Boorodo, ma anche a uno Yeti. Oltre ad arrampicarsi, sa lanciare bombe incendiarie simili a palle di fuoco.
- Botom: simile al Titchi, ha un corno sulla fronte e si piomba verso i giocatori quando gli capitano davanti.
- Batchi: un pipistrello blu che vola in obliquo e si arresta improvvisamente.
- Pumpkin Head: una zucca magica con un mantello capace di volare, sputare gli Slime Ghost e teletrasportarsi casualmente quando viene colpita da una Palla di Neve. Appare quando si impiega troppo tempo a finire il livello. Può essere neutralizzata solo con la lanterna verde.
- Slime Ghost: fantasmi di melma blu che vengono sputati da Pumpkin Head. Possono volare e sono immuni agli attacchi di Nick e Tom.

### Boss
Ogni 10 livelli si può incontrare un Boss. In tutto sono 5 (o più, dipende dalla versione).
- Mogera (livello 10): un grosso mostro con spuntoni sulla schiena. Si posiziona sul lato destro dello schermo, saltando e sputando dalla bocca i figlioletti Togera. Questi atterrano sulle piattaforme a sinistra, per poi spostarsi a grande velocità sempre più in basso fino a lasciare la schermata.
- Gamakichi (livello 20): una gigantesca creatura a forma di rospo rosso. Rimane al centro dello schermo, muovendosi su e giù sulle piattaforme e sparando i Mighty Guy Joe, bombe che camminano sulle piattaforme ed esplodono dopo un po'.
- To-Chan e Ka-Chan (livello 30): una coppia di grossi uccelli gialli che volano in giro e lasciano cadere continuamente uova. Queste si schiudono quando toccano terra, dando quindi vita ai Bii, piccoli pulcini rossi.
- Big Nose (livello 40): due orchi verdi con grandi nasi. Camminano lentamente, sputando pericolose fiammelle chiamate Fanfan, e sono aiutati dai Purple Titchi che cadono costantemente dai buchi nella parte superiore dello schermo.
- Rock Bubbles (livello 50): due teste di pietra, l'una e l'altra collocate ai lati dello schermo. Sputano costantemente bolle contenenti Hegera (Togera rossi), bombe o lanterne. Le bolle fluttuano verso l'alto ed esplodono quando toccano le punte in cima allo schermo, facendo cadere ciò che contenevano (tranne le lanterne, che rimangono impigliate sulle punte). Se si viene imprigionati in una bolla bisogna cercare di liberarsene lanciando palle di neve velocemente fino a farle esplodere. In alto si trovano le principesse PuriPuri e PuchiPuchi, legate e impigliate sulle punte.

## Colonna sonora
Le musiche sono state composte da Osamu Ohta. La Pony Canyon/Scitron pubblicò nel 1990 la colonna sonora del gioco in edizione limitata.

## Conversioni
La versione per Nintendo Entertainment System (1991) ha il titolo Snow Brothers in copertina e Snow Bros. in videogioco.
La versione per Game Boy (1991) ha il titolo Snow Brothers in copertina e Snow Bros Jr. a video; aggiunge 10 nuovi livelli ai 50 originali.
La versione per Sega Mega Drive (1993) mantiene il titolo Snow Bros.: Nick & Tom e aggiunge 20 livelli agli originali. 
Una conversione per Amiga della Ocean France venne completata nel 1991, ma mai pubblicata. Il programma funzionante venne diffuso sul Web solo nel 2006.

## Cloni
Un bootleg arcade di questo gioco è conosciuto con il nome The Winter Bobble. Un altro bootleg, intitolato Snow, è stato inserito nel multigioco Puzzle King (2002). Nel 2002 l'azienda messicana Syrmex ha prodotto Snow Brothers 3 - Magical Adventure, che a dispetto del nome è Snow Bros. con modifiche soprattutto grafiche. Un altro bootleg ancora, chiamato Come Back Toto, è stato sviluppato dalla Soft Club nel 1996 e ne rappresenta un clone molto più avanzato dell'originale, con molti più power-up e cambiamenti grafici notevoli.

## Remake
Snow Bros.: Nick & Tom SPECIAL è un remake sviluppato da CRT Games e pubblicato il 19 maggio 2022 in esclusiva per Nintendo Switch.